# Dorymyrmex insanus
Dorymyrmex insanus is een mierensoort uit de onderfamilie van de Dolichoderinae. De wetenschappelijke naam van de soort is voor het eerst geldig gepubliceerd in 1866 door Buckley.